# 1972 في السويد
فيما يلي قوائم الأحداث التي وقعت خلال عام 1972 في السويد.

## ظهور
- 1 يناير – آبا

## أفلام
من الأفلام التي صدرت هذه السنة في السويد:
- 1 يناير – رع من إخراج ثور هايردال.
- 1 يناير – صياح وهمس من إخراج إنغمار برغمان.

## مواليد

### يناير
- 28 يناير – طارق صالح مخرج أفلام سويدي.

### فبراير
- 3 فبراير – مارتن رنستروم لاعب كرة مضرب سويدي.
- 3 فبراير – ميكائيل أندرسون لاعب كرة قدم.
- 29 فبراير – ماغنوس كيلستيت لاعب كرة قدم سويدي.

### مارس
- 5 مارس – ميكائيل تيلستروم لاعب كرة مضرب سويدي.
- 23 مارس – يوناس بيوركمان لاعب كرة مضرب سويدي.

### أكتوبر
- 6 أكتوبر – أندرياس جاكوبسون لاعب كرة قدم سويدي.

### ديسمبر
- 5 ديسمبر – لينوس سانديجرن مصور سينمائي سويدي.
- 15 ديسمبر – ليلى باغي والغرين

### يونيو
- 11 يونيو – يواكيم بونييه (مواليد 1930)